# Космическая техника

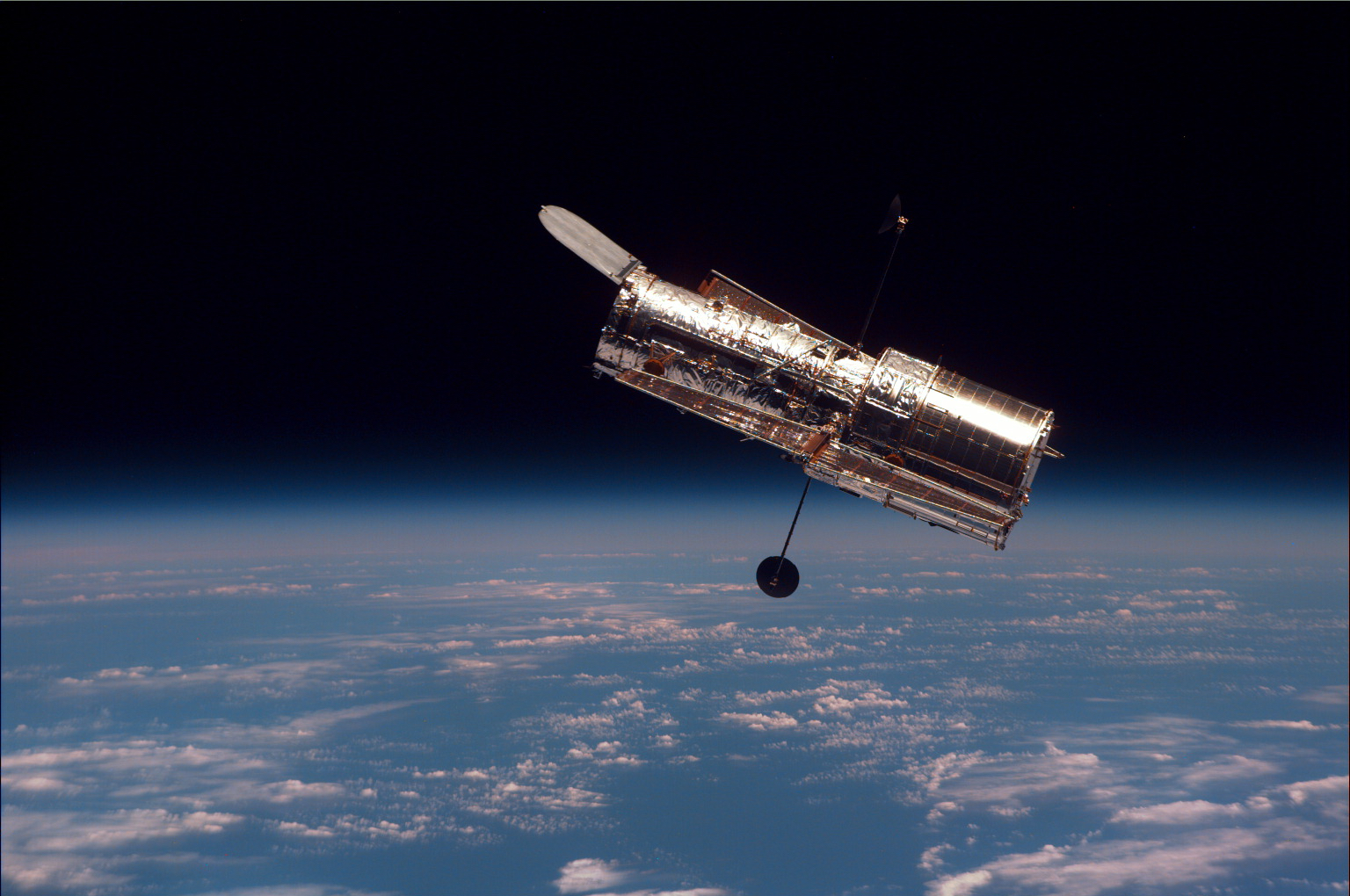
Автоматическая обсерватория «Хаббл» на орбите вокруг Земли

Космическая техника — техника, аппаратура, и различные устройства, используемые в космическом пространстве. Космическая техника связана с запуском объектов или живых существ в космос (см. космический полёт), спуском обратно на Землю или другое небесное тело (см. спускаемый аппарат), или с непосредственной работой в космосе (см. космические исследования, космическая индустрия).
Большое количество различных сфер деятельности на Земле опирается на данные космических аппаратов и устройств. Прогнозирование погоды, дистанционное зондирование, навигация, спутниковое телевидение, и многое другое, осуществляет свою работу при помощи космической техники. Такая наука, как астрономия, а также геонауки, опираются на сведения, поступающие из космоса.
Космической техникой являются абсолютно все космические аппараты, в том числе спутники, космические телескопы, межпланетные автоматические станции, орбитальные станции, а также оборудование, которое на них расположено. 
Ракеты-носители, шаттлы  и спускаемые аппараты (и их двигатели), также прочая техника, не работающая напрямую в космосе, но связанная с ним, также считается и относится к космической.